# Ted Patton
Ted Patton, född den 18 februari 1966 i New York, är en amerikansk roddare.
Han tog OS-brons i åtta med styrman i samband med de olympiska roddtävlingarna 1988 i Seoul.